# Wolqayt
Le Welkait est un des 105 woredas de la région d'Tigré, dans le Nord de l'Éthiopie.

## Géographie
Il est actuellement administré dans le cadre de la région d'Amhara. Ce woreda est bordé au nord par le woreda d'Humera et au sud par le Tsegede.
Il est bordé à l'est par la zone nord-ouest ; les woredas de Tahtay Adiyabo et Asgede Tsimbla se trouvent au nord-est, de l'autre côté de la rivière Tekezé, et le woreda de Tselemti à l'est.
Le centre administratif de Welkait est la ville d'Addi Remets (en). Les autres villes du woreda comprennent Mai'gaba et Awura.

## Histoire
Le woreda faisait historiquement partie de la région nord d'Amhara de Gonder en Éthiopie.
À la suite de la chute du régime communiste du Derg et à l'ascension au pouvoir du Front de libération des peuples du Tigré (TPLF), la région a été unilatéralement annexée à la région du Tigré en Éthiopie par le TPLF. On pense[Qui ?] que cette annexion était à des fins géopolitiques dans le but principal d'obtenir une frontière directe avec le Soudan. Le TPLF a également annexé des zones des autres régions du pays à des fins similaires.
Les efforts pour intégrer le Welkait dans le Tigré étaient généralisés et systématiques, y compris l'expulsion et l'intimidation de la population majoritaire Amhara et le changement de nom des villes, rivières, lacs, montagnes, sources, etc. de leur amharique d'origine à Tigrigna.
Au cours des deux dernières années de conflit dans le nord de l'Éthiopie, Welkait a été réintégré dans ses frontières historiques.